# Cyrto-hypnum stevensii
Cyrto-hypnum stevensii är en bladmossart som beskrevs av William Russell Buck och H. Crum 1990. Cyrto-hypnum stevensii ingår i släktet Cyrto-hypnum och familjen Thuidiaceae. Inga underarter finns listade i Catalogue of Life.